# Horisme invicta
Horisme invicta är en fjärilsart som beskrevs av Louis Beethoven Prout 1941. Horisme invicta ingår i släktet Horisme och familjen mätare. Inga underarter finns listade i Catalogue of Life.